# Generali Open Kitzbühel 2016
Generali Open Kitzbühel 2016 byl profesionální tenisový turnaj pořádaný jako součást mužského okruhu ATP World Tour, který se hrál na otevřených antukových dvorcích Tennis Stadium Kitzbühel. Probíhal mezi 18. až 24. červencem 2016 v rakouském alpském letovisku Kitzbühel jako jubilejní sedmdesátý druhý ročník turnaje.
Turnaj s rozpočtem 520 070 eur se řadil do kategorie ATP World Tour 250. Nejvýše nasazeným hráčem ve dvouhře se stal devátý tenista světa Dominic Thiem z Rakouska. Jako poslední přímý účastník do hlavní singlové soutěže nastoupil 136. německý hráč žebříčku Mischa Zverev.
Premiérový singlový titul vybojoval Ital Paolo Lorenzi, čímž se stal nejstarším premiérovým vítězem turnaje na okruhu ATP. Deblovou část vyhrála nizozemská dvojice Wesley Koolhof a Matwé Middelkoop, jejíž členové získali druhou společnou trofej.

## Rozdělení bodů a finančních odměn

### Rozdělení bodů
| Soutěž  | vítězové | finalisté | semifinalisté | čtvrtfinalisté | 16 v kole | 32 v kole | Q  | Q3 | Q2 | Q1 |
| ------- | -------- | --------- | ------------- | -------------- | --------- | --------- | -- | -- | -- | -- |
| dvouhra | 250      | 150       | 90            | 45             | 20        | 0         | 12 | 6  | 0  | 0  |
| čtyřhra | 250      | 150       | 90            | 45             | 0         | —         | —  | —  | —  | —  |

### Finanční odměny
| Soutěž                              | vítězové | finalisté | semifinalisté | čtvrtfinalisté | 16 v kole | 32 v kole | Q3     | Q2     | Q1 |
| ----------------------------------- | -------- | --------- | ------------- | -------------- | --------- | --------- | ------ | ------ | -- |
| dvouhra                             | €82 450  | €43 430   | €23 525       | €13 400        | €7 900    | €4 680    | €2 105 | €1 055 | —  |
| čtyřhra                             | €25 070  | €13 170   | €7 140        | €4 080         | €2 390    | —         | —      | —      | —  |
| částka ve čtyřhře je uvedena na pár |          |           |               |                |           |           |        |        |    |

## Mužská dvouhra

### Nasazení
| Stát                             | Hráč                  | ATP | Nasazení |
| -------------------------------- | --------------------- | --- | -------- |
| Rakousko                         | Dominic Thiem         | 9.  | 1.       |
| Německo                          | Philipp Kohlschreiber | 22. | 2.       |
| Španělsko                        | Marcel Granollers     | 45. | 3.       |
| Itálie                           | Paolo Lorenzi         | 48. | 4.       |
| Česko                            | Lukáš Rosol           | 78. | 5.       |
| Srbsko                           | Dušan Lajović         | 81. | 6.       |
| Španělsko                        | Íñigo Cervantes       | 82. | 7.       |
| Německo                          | Jan-Lennard Struff    | 86. | 8.       |
| Žebříček ATP k 11. červenci 2016 |                       |     |          |

### Jiné formy účasti
Následující hráči obdrželi divokou kartu do hlavní soutěže:
- Jürgen Melzer
- Dennis Novak
- Akira Santillan

Následující hráči postoupili z kvalifikace:
- Kenny de Schepper
- Daniel Gimeno-Traver
- Máximo González
- Filippo Volandri

### Odhlášení
před zahájením turnaje
- Diego Schwartzman → nahradil jej Michael Berrer

## Mužská čtyřhra

### Nasazení
| Stát                                                                        | Hráč            | Stát       | Hráč              | ATP  | Nasazení |
| --------------------------------------------------------------------------- | --------------- | ---------- | ----------------- | ---- | -------- |
| Nizozemsko                                                                  | Wesley Koolhof  | Nizozemsko | Matwé Middelkoop  | 104. | 1.       |
| Argentina                                                                   | Guillermo Durán | Argentina  | Máximo González   | 106. | 2.       |
| Izrael                                                                      | Jonatan Erlich  | Mexiko     | Santiago González | 116. | 3.       |
| Bělorusko                                                                   | Aleksandr Buryj | Slovensko  | Igor Zelenay      | 150. | 4.       |
| Žebříček ATP k 11. červenci 2016; číslo je součtem umístění obou členů páru |                 |            |                   |      |          |

### Jiné formy účasti
Následující páry obdržely divokou kartu do hlavní soutěže:
- Gerald Melzer /  Jürgen Melzer
- Lucas Miedler /  Akira Santillan

Následující pár nastoupil do čtyřhry z pozice náhradníka:
- Taró Daniel /  Daniel Gimeno-Traver

### Odhlášení
před zahájením turnaje
- Gerald Melzer

## Přehled finále

### Mužská dvouhra
- Paolo Lorenzi vs.  Nikoloz Basilašvili, 6–3, 6–4

### Mužská čtyřhra
- Wesley Koolhof /  Matwé Middelkoop vs.  Dennis Novak /  Dominic Thiem, 2–6, 6–3, [11–9]